# Greg Daniels
Gregory Martin Daniels (Nova York, 13 de junho de 1963) é um escritor, produtor e diretor americano de comédia de televisão. Ele é conhecido por seu trabalho em várias séries de televisão, incluindo The Office, Saturday Night Live, The Simpsons, Parks and Recreation e King of the Hill, quatro dos quais foram nomeados na lista "All Time 100 TV Shows" de James Poniewozik em 2007. Daniels frequentou a Universidade de Harvard e tornou-se amigo de Conan O'Brien. Seu primeiro crédito como roteirista foi por Not Nescessarily the News, antes de serem demitidos devido a cortes no orçamento. Ele acabou se tornando roteirista de duas séries de longa duração: Saturday Night Live e The Simpsons .
Ele se juntou à equipe de roteiristas de Os Simpsons durante a quinta temporada e escreveu vários episódios clássicos, incluindo "Lisa's Wedding", "Bart Sells His Soul" e "22 Short Films About Springfield". Ele deixou a série para co-criar outra série animada de longa duração, King of the Hill, com Mike Judge. A série durou treze anos antes de ser cancelada em 2009, com episódios inéditos transmitidos posteriormente, em 2010. Durante a série, ele trabalhou em várias outras, incluindo a versão americana de The Office e Parks and Recreation. Em 2016, ele foi produtor executivo da série People of Earth da TBS até o cancelamento inesperado do programa em 2018. A partir de 2020, Daniels e o ex-parceiro de The Office Steve Carell co-criaram uma nova comédia para a Netflix, intitulada Space Force, com Steve Carell estrelando o papel principal, que estreou em maio de 2020.

## Início de vida e primeiros trabalhos
Daniels é filho de Judy, que trabalhou na Biblioteca Pública de Nova York, e Aaron Daniels, o qual foi presidente da ABC Radio Network. Ele afirmou que se interessou por comédia assistindo a Monty Python's Flying Circus quando criança, assim como lendo os livros do humorista S. J. Perelman aos 11 anos. Sua primeira piada foi uma piada sobre o personagem Carnac the Magnificent para seu pai, que mais tarde foi usada no episódio de The Office, "The Dundies".
Daniels frequentou a Phillips Exeter Academy e depois a Universidade de Harvard, onde escreveu para a revista Harvard Lampoon com Conan O'Brien. Depois de se formarem em 1985, os dois aceitaram trabalhos na série Not Necessarily the News, mas logo foram demitidos devido a cortes no orçamento. Mais tarde, os dois conheceram Lorne Michaels, no final de 1987, e foram testados por três semanas na equipe de redação do Saturday Night Live. Enquanto estava na equipe, ele ganhou um Emmy Award por Melhor Roteiro para um Programa de Variedades, Música ou Comédia. Daniels deixou a equipe de roteiristas em 1990.

## Carreira

### Os SimpsonseKing of the Hill(1993–2009)
Daniels ingressou na equipe de redação dos Simpsons em 1993. Ele foi contratado na quinta temporada após a partida de vários membros da equipe original de roteiristas. Seu primeiro dia também coincidiu com o último dia de O'Brien na série.
Quando se juntou à equipe, ele acreditava que a série já havia passado os seus "anos de glória" e que "havia perdido o barco". Na quinta temporada, Daniels escreveu os episódios "Homer and Apu", "Secrets of a Successful Marriage", e o segmento "The Devil and Homer Simpson" de "Treehouse of Horror IV".
Daniels recebeu uma indicação ao Emmy na categoria "Realização individual destacada em músicas e letras" pela música "Who Needs The Kwik-E-Mart?" de "Homer e Apu". Na sexta temporada, ele escreveu "Homer Badman", "Lisa's Wedding" e o segmento "Time and Punishment" de "Treehouse of Horror V". O último episódio tornou-se o terceiro da série a ganhar o Primetime Emmy Award por Melhor Programa de Animação. Na sétima temporada, Daniels escreveu "Bart Sells His Soul", que foi baseado em uma experiência de infância. Seu crédito final para a série foi "22 Short Films About Springfield", em que ele atuou como escritor supervisor ao lado do showrunner do programa Josh Weinstein. Eles receberam a responsabilidade de vincular todas as histórias.
Daniels deixou os Simpsons para trabalhar em King of the Hill ao lado de Mike Judge. Daniels reescreveu o roteiro piloto e criou vários personagens importantes que não apareceram no primeiro rascunho de Judge (incluindo Luanne e Cotton), bem como algumas ideias de caracterização (por exemplo, fazer de Dale Gribble um teórico da conspiração).
Daniels também levou os escritores ao Texas para fazer algumas pesquisas com cadernos de notas, um processo que ele usaria em The Office e Parks and Recreation. Judge ficou tão satisfeito com as contribuições de Daniels que ele escolheu creditá-lo como co-criador, em vez de dar a ele o crédito de "desenvolvedor", geralmente reservado para indivíduos trazidos para um piloto escrito por outra pessoa. Durante a quinta e sexta temporadas, Judge e Daniels se envolveram menos com o programa. Posteriormente eles se concentraram no show novamente, embora Daniels se envolvesse cada vez mais com outros projetos.

### The OfficeeParks and Recreation(2005-2015)
Em 2005, Daniels adaptou a popular série de mocumentário da BBC, The Office, para o público estadunidense. A série estreou com críticas mistas, então os roteiristas trabalharam para torná-la mais "otimista" e para tornar o personagem principal, Michael Scott, mais agradável. A segunda temporada foi mais bem recebida e foi nomeada a segunda melhor série de TV de 2006 pelo crítico de televisão James Poniewozik, escrevendo que "O produtor Greg Daniels criou não uma cópia, mas uma interpretação que remete a convenções de trabalho distintamente americanas [...] com um tom que é mais satírico e menos mordente. [. . . ] O novo chefe é diferente do antigo, e por mim tudo bem."  Ele deu o discurso de aceitação no 58.º Annual Primetime Emmy Awards, quando a versão americana do The Office ganhou o prêmio de Melhor série de comédia, além de receber um prêmio por Melhor roteiro em comédia no 59th Annual Primetime Emmy Awards.
Após o sucesso de The Office, Ben Silverman pediu a Daniels para criar um spin-off para a série. Depois de considerar várias ideias, Daniels e o co-criador Michael Schur finalmente decidiram que a série não teria um spin-off porque Daniels e Schur "não conseguiram encontrar o ajuste certo". Depois que Amy Poehler aceitou o papel principal, eles decidiram que sua nova série giraria em torno de uma burocrata otimista no governo de uma cidade pequena. A premissa de Parks and Recreation foi parcialmente inspirada no retrato da política local na série dramática da HBO The Wire, bem como no interesse renovado e otimismo sobre a política decorrente das eleições presidenciais de 2008 nos Estados Unidos. A série recebeu inicialmente críticas mistas, muito parecidas com The Office na primeira temporada, mas depois de uma reavaliação de seu formato e tom, as temporadas posteriores receberam elogios da crítica. Por quatro anos, ele dividiu seu tempo entre The Office e Parks and Recreation, antes de finalmente retornar como showrunner em tempo integral para The Office para sua nona e última temporada.

### Projetos subsequentes (2012–presente)
Em 2011, Daniels fez um acordo com a NBC para produzir várias séries para a Universal Television. Ele também desenvolveu a série britânica Friday Night Dinner para o público americano. O remake foi escolhido para um piloto, escrito por Daniels e dirigido por Ken Kwapis, e contou com Allison Janney e Tony Shalhoub como mãe e pai. O piloto acabou não sendo aprovado. Ele também se uniu a Mindy Kaling e Alan Yang para trabalhar em duas séries animadas diferentes para a NBC e fez um acordo para a produção executiva de um novo piloto escrito pelo roteirista do The Office, Owen Ellickson, e estrelado pelo membro do elenco do The Office, Craig Robinson. Ele atuou como diretor e produtor executivo da série People of Earth da TBS. Em janeiro de 2019, a Netflix anunciou que escreveria e produziria uma nova série chamada Space Force, estrelada por Steve Carell, que era o ator principal do seriado anterior de Daniels, The Office. Ele também criou a série de ficção científica original da Amazon Upload, que começou a ser transmitida em maio de 2020.

## Vida pessoal
Daniels conheceu Susanne Dari Lieberstein enquanto ela atendia telefones no Saturday Night Live para Lorne Michaels. Eles acabaram se casando e tiveram quatro filhos: Maya, Charlotte, Haley e Owen. Ela é irmã de Paul Lieberstein, escritor de King of the Hill e o showrunner substituto de DAniels em The Office. Ele também foi cunhado de Angela Kinsey, membro do elenco do The Office, até seu divórcio com o roteirista da série, Warren Lieberstein, em 2010.

## Prêmios e críticas

### Recepção
O trabalho de Daniels recebeu principalmente uma recepção positiva. Das seis séries de TV que Daniels trabalhou, quatro delas - Saturday Night Live, Os Simpsons, King of the Hill e The Office - foram nomeados pelo crítico da revista Time James Poniewozik como um dos Melhores 100 Programas de TV da Time. Seu trabalho em Os Simpsons recebeu elogios de críticos e fãs. Dois de seus episódios, "Bart Sells His Soul" e "22 Short Films About Springfield", foram listados entre os cinco episódios favoritos da equipe criativa do programa em 2003. O criador da série Matt Groening e o produtor executivo James L. Brooks listaram seus episódios entre os favoritos. Outros membros da equipe e vários críticos elogiaram seu trabalho. Sua outra série animada e seu primeiro trabalho como criador, King of the Hill, também recebeu críticas positivas. A IGN nomeou-a como a 27.ª melhor série de televisão animada, e o site elogiou principalmente a série por seu humor sutil.
Sua série de televisão seguinte, The Office, foi classificada como a série de maior audiência da NBC na maior parte de sua transmissão original, de acordo com as pesquisas da Nielsen. A série também foi incluída em várias listas de melhores séries de várias publicações, incluindo a revista Time, BuddyTV, Metacritic, The Washington Post, e Paste. Os episódios roteirizados por ele para a série são frequentemente considerados os melhores. Apesar de sua aclamação inicial, as temporadas posteriores receberam críticas por uma queda na qualidade, principalmente após Daniels ficar menos envolvido. A próxima série de Daniels, Parks and Recreation, foi chamada de "a comédia mais inteligente da TV" pela Entertainment Weekly.

### Prêmios
Daniels recebeu vários prêmios e indicações. Ele foi indicado a vinte Emmys e ganhou quatro. Essas vitórias são para: Melhor roteiro para programa de variedades, música ou comédia por seu trabalho no Saturday Night Live, Melhor programa de animação para o episódio dos Simpsons, "Casamento de Lisa", Melhor série de comédia para The Office e Melhor roteiro para uma série de comédia para The Office: Gay Witch Hunt. Daniels também recebeu o prêmio de Melhor Roteirista de Televisão do Austin Film Festival em 2008.

## Filmografia
| Ano       | Título                         | Notas                                                                            |
| --------- | ------------------------------ | -------------------------------------------------------------------------------- |
| 1985-1987 | Not Necessarily the News       | Escritor, 8 episódios                                                            |
| 1987-1988 | The Wilton North Report        | Escritor, 21 episódios                                                           |
| 1987-1990 | Saturday Night Live            | Escritor, 53 episódios                                                           |
| 1992      | Seinfeld                       | Escritor, 1 episódio                                                             |
| 1993-1998 | Os Simpsons                    | Co-produtor executivo, produtor, co-produtor e escritor, 76 episódios            |
| 1997-2010 | King of the Hill               | Co-criador, produtor executivo e escritor                                        |
| 2005-2013 | The Office                     | Desenvolvedor, showrunner, produtor executivo, diretor e escritor, 188 episódios |
| 2009-2015 | Parks and Recriation           | Co-criador, produtor executivo, diretor e escritor                               |
| 2013      | The Mindy Project              | Diretor, 1 episódio                                                              |
| 2013      | Hello Ladies                   | Diretor, 1 episódio                                                              |
| 2016-2017 | People of the Earth            | Produtor executivo e diretor                                                     |
| 2020      | A Parks and Recriation Special | Co-criador e produtor executivo                                                  |
| 2020      | Upload                         | Criador, produtor executivo e diretor                                            |
| 2020      | Space Force                    | Co-criador e produtor executivo                                                  |